# 엄다초등학교
엄다초등학교는 대한민국 전라남도 함평군 엄다면 엄다리에 있는 초등학교다.

## 학교 연혁
- 1926년 9월 25일 엄다공립보통학교(4년제) 개교
- 1938년 4월 1일 엄다공립심상소학교(6년제)로 개칭[1]
- 1941년 4월 1일 엄다공립국민학교로 개칭[2]
- 1949년 12월 31일 엄다국민학교로 개칭[3]
- 1954년 9월 1일 영흥분교장 설립
- 1981년 3월 1일 유치원 1학급 편성
- 1992년 3월 1일 영흥분교장 본교로 통합
- 1996년 3월 1일 엄다초등학교로 개칭[4]
- 2000년 3월 1일 특수학급 폐지
- 2018년 3월 1일 제29대 최경애 교장 부임
- 2020년 2월 5일 제92회 졸업(졸업생 총수 7597명)

## 학교 상징
- 교화 - 장미 : 정열, 협동
- 교목 - 소나무 : 절개, 투지, 기상
- 교색 - 녹색 : 푸른 꿈, 희망, 승리

## 참고 자료
- 엄다초등학교 - 한국교육학술정보원 학교알리미